# Bàn phím Cangjie giản thể
'Bộ gõ Cangjie giản thể' cũng được gọi là Quick (tiếng Trung: 簡易) hoặc Sucheng (tiếng Trung: 速成) là một là một bộ gõ dựa trên nét chữ dựa vào Cangjie IME (倉頡輸入法) nhưng đơn giản hóa với các danh sách lựa chọn. Không giống như Cangjie đầy đủ, người dùng chỉ nhập vào các phím bấm đầu tiên và cuối cùng được sử dụng trong hệ thống Cangjie, và sau đó chọn ký tự mong muốn từ danh sách các chữ Hán được đề xuất được hiện lên. Bộ gõ này phổ biến ở Đài Loan và Hồng Kông.
Cangjie giản thể là một trong số ít bộ gõ có một IME được cài sẵn trên hầu hết các máy tính cá nhân tại Trung Quốc.